# Verdienstorden vom Deutschen Adler

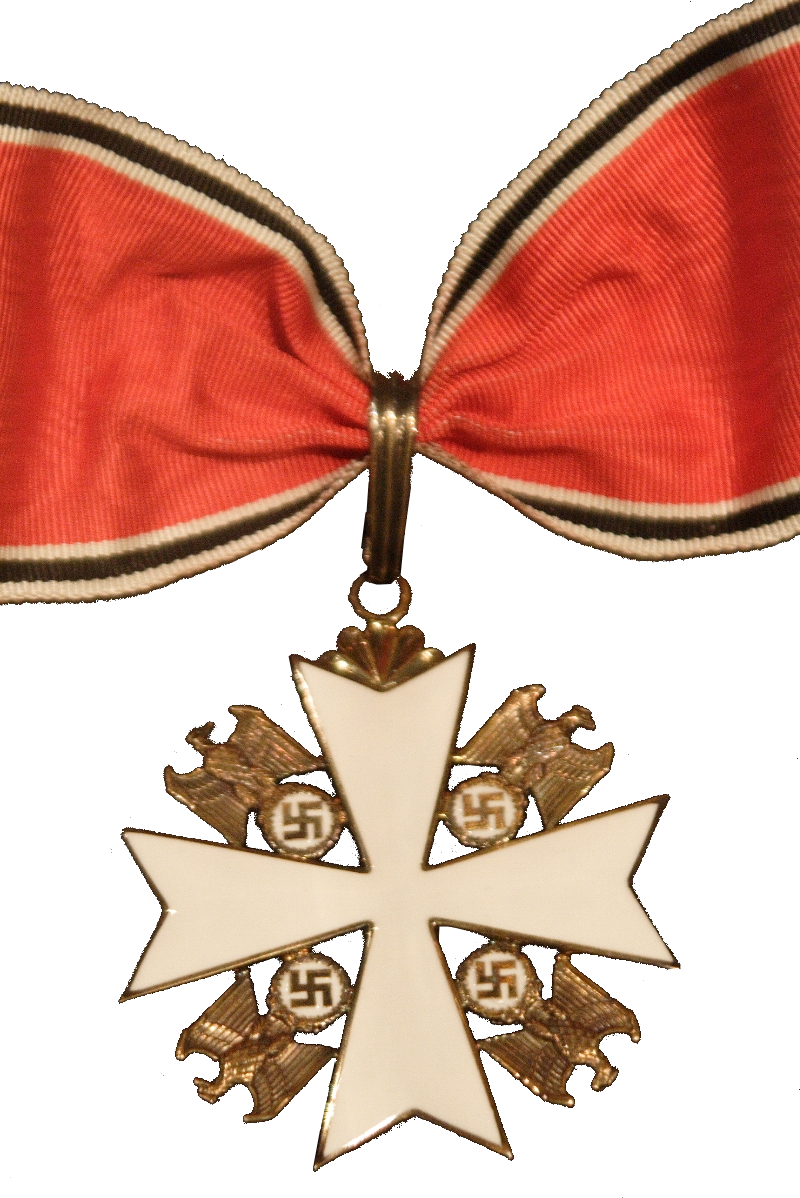
Verdienstorden vom Deutschen Adler der 3. Klasse von Charles Lindbergh.
Seitenverkehrte Fotografie, da der Reichsadler vom Betrachter aus nach rechts schaut und nicht nach links. Hoheitsadler und Hoheitszeichen waren beidseitig geprägt und emailliert worden. Daher wurde hier die Rückseite irrtümlich für die Vorderseite gehalten.

Der Verdienstorden vom Deutschen Adler, ab 1943 Deutscher Adlerorden, kurz DAO, war eine von Adolf Hitler am 1. Mai 1937 gestiftete Auszeichnung des Deutschen Reiches für ausländische Staatsangehörige. Allerdings finden sich unter den Preisträgern auch sechs Deutsche. Das öffentliche Tragen ist in Deutschland und Österreich strafbar bzw. ordnungswidrig.

## Zweck des Ordens
Der Verdienstorden vom Deutschen Adler wurde zur Ehrung ausländischer Staatsangehöriger, die sich um das Deutsche Reich verdient gemacht hätten, auf Vorschlag des Reichsministers des Auswärtigen von Hitler verliehen.

## Ordensklassen

### 1. Mai 1937
Die Klasseneinteilung des Deutschen Adlerordens erfuhr bis Kriegsende, abgesehen von der Ursprungsstiftung, zwei Ergänzungen. Zunächst nur in Stufen gestiftet war die Einteilung des Deutschen Adlerordens vom 1. Mai 1937 bis 19. April 1939:
1. Großkreuz
2. Verdienstkreuz mit dem Stern
3. Verdienstkreuz 1. Stufe
4. Verdienstkreuz 2. Stufe
5. Verdienstkreuz 3. Stufe[3]
6. Deutsche Verdienstmedaille (in Silber).[4]

### 29. April 1939
Am 29. April 1939 erfuhr die Satzung zur Einteilung des Ordens eine Erweiterung. So wurde die Sonderstufe des Großkreuzes in Gold eingeführt, deren Höchstzahl auf 16 Inhaber festgelegt wurde. Im Übrigen trugen der Reichsminister des Auswärtigen und der Reichsprotektor in Böhmen und Mähren bei besonderen Anlässen (Staatsempfängen usw.) diese Sonderstufe. Die wichtigste Änderung war jedoch die Einführung der Schwerter, welche ausschließlich bei militärischen Verdiensten um das Deutsche Reich verliehen werden sollten. Demnach lautete die jetzige Einteilung:
1. Großkreuz des Deutschen Adlerordens in Gold (Sonderstufe mit und ohne Schwerter),
2. Großkreuz des Deutschen Adlerordens (mit und ohne Schwerter),
3. Verdienstkreuz des Ordens vom Deutschen Adler mit dem Stern (mit und ohne Schwerter),
4. Das Verdienstkreuz des Ordens vom Deutschen Adler 1. Stufe (mit und ohne Schwerter),
5. Das Verdienstkreuz des Ordens vom Deutschen Adler 2. Stufe (mit und ohne Schwerter),
6. Das Verdienstkreuz des Ordens vom Deutschen Adler 3. Stufe (mit und ohne Schwerter),[7]
7. Deutsche Verdienstmedaille (in Silber mit und ohne Schwerter).

### 5. Januar 1944
Die letzte Änderung der Satzung zum Deutschen Adlerorden ist die Umbenennung der bisher verwendeten Stufen in Klassen. Bis Kriegsende war demnach die Klasseneinteilung des Ordens folgende:
1. Großkreuz des Deutschen Adlerordens in Gold (Sonderklasse mit und ohne Schwerter),
2. Großkreuz des Deutschen Adlerordens (mit und ohne Schwerter),
3. Deutscher Adlerorden 1. Klasse (mit und ohne Schwerter),
4. Deutscher Adlerorden 2. Klasse (mit und ohne Schwerter),
5. Deutscher Adlerorden 3. Klasse (mit und ohne Schwerter),
6. Deutscher Adlerorden 4. Klasse (mit und ohne Schwerter),
7. Deutscher Adlerorden 5. Klasse (mit und ohne Schwerter),
8. Deutsche Verdienstmedaille (in Bronze, die mit Verordnung vom 27. Dezember 1943 eingeführt wurde, und Silber mit und ohne Schwerter).[8]

## Besitzurkunden
Die Inhaber des Goldenen Großkreuzes erhielten eine vom Chef der Ordenskanzlei ausgefertigte und von Hitler persönlich unterzeichnete Verleihungsurkunde auf Pergament in einer Ledermappe. Inhaber des Großkreuzes sowie der 1. und 2. Klasse erhielten eine von Hitler vollzogene und vom Reichsminister des Auswärtigen und Chef der Ordenskanzlei gegengezeichnete Urkunde. Inhaber der 3. bis 5. Klasse eine Urkunde vom Chef der Ordenskanzlei. Inhaber der silbernen oder bronzenen Verdienstmedaille nur noch ein Besitzzeugnis.

## Vorschlagsverfahren
Die Vorschläge, welche zur Verleihung des Deutschen Adlerordens führen sollten, wurden vom Reichsminister des Auswärtigen dem Chef der Ordenskanzlei zugeleitet. Dieser holte dann die Entscheidung Hitlers ein. Die Geschäfte der Ordenskanzlei nahm dabei der Staatsminister und Chef der Präsidialkanzlei wahr.

## Träger (Auswahl)

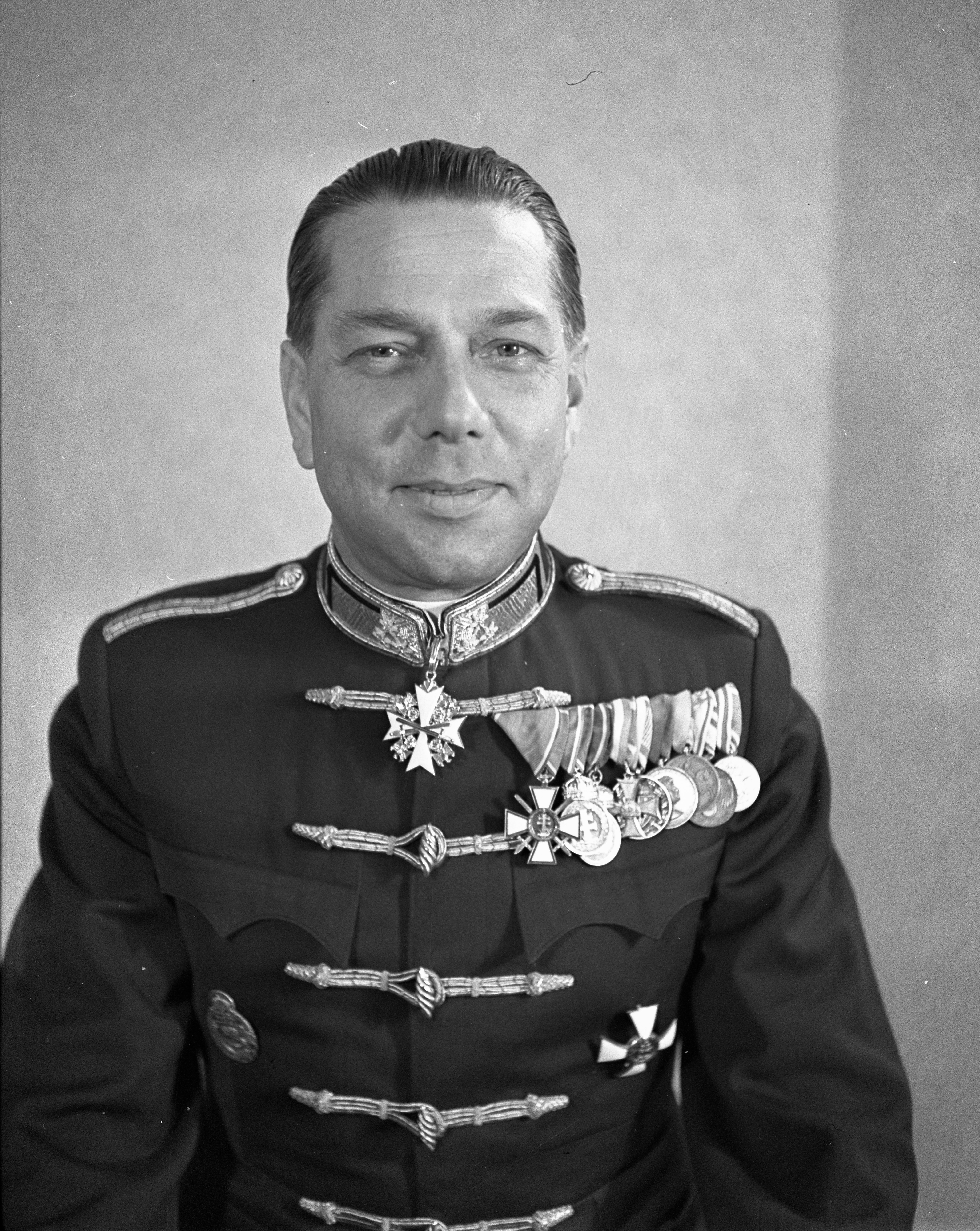
Ungarischer Soldat mit dem Verdienstorden vom Deutschen Adler mit Schwertern als Halsdekoration (1943)

Goldenes Großkreuz des Deutschen Adlerordens (auf 16 Träger beschränkt)
- Reichsminister des Auswärtigen (Orden bei Amtsantritt vom Vorgänger übernommen)
  - Konstantin Freiherr von Neurath
  - Joachim von Ribbentrop
  - Johann Ludwig Graf Schwerin von Krosigk
- Reichsprotektor Böhmen und Mähren (Orden bei Amtsantritt vom Vorgänger übernommen)
  - Konstantin Freiherr von Neurath
  - Reinhard Heydrich
  - Kurt Daluege
  - Wilhelm Frick
- Benito Mussolini, in einer Sonderanfertigung mit Brillanten am 25. September 1937
- Ion Antonescu, Generalstabschef des rumänischen Heeres
- König Boris III. von Bulgarien
- Galeazzo Ciano Graf von Cortellazzo
- Francisco Franco, spanischer Politiker und General
- Admiral Nikolaus von Horthy
- Feldmarschall Carl Gustaf Emil Mannerheim, Oberbefehlshaber der finnischen Truppen
- General Hiroshi Oshima, japanischer Botschafter
- Risto Ryti, finnischer Präsident
- Jozef Tiso, slowakischer Präsident

Großkreuz des Deutschen Adlerordens
- 2. April 1938 – Luang Praditmanutham (Pridi Phanomyong), siamesischer Außenminister[11]
- 2. April 1938 – Prinz Wan Waithayakon von Siam[11]
- 30. Juli 1938 – Henry Ford, US-amerikanischer Automobilhersteller (zum 75. Geburtstag verliehen)
- 19. Februar 1940 – Sven Hedin, schwedischer Entdeckungsreisender (zum 75. Geburtstag verliehen)
- 7. Oktober 1940 – General Olof Thörnell, Befehlshaber der schwedischen Streitkräfte
- 3. März 1942 – Ante Pavelić, Staatsführer des Unabhängigen Staates Kroatien
- Achille Starace, Sekretär der italienischen Partito Nazionale Fascista

Deutscher Adlerorden mit Stern
- 28. Juni 1937 – Thomas J. Watson, IBM, für seine Verdienste um die Datenverarbeitung mit Hollerith-Maschinen[12] (Watson gab den Orden am 6. Juni 1940 zurück)
- 19. Oktober 1938 – Charles Lindbergh, Luftfahrtpionier

Deutscher Adlerorden 1. Klasse
- James D. Mooney, Vizepräsident von General Motors
- Ernest G. Liebold, Ford-Werke
- Ludwig Vincze, Oberst der Königlich Ungarischen Armee

## Straftatbestand und Ordnungswidrigkeit
Strafbar nach näherer Maßgabe der § 86, 86a StGB als Verwendung von Kennzeichen ehemaliger nationalsozialistischer Organisationen ist u. a. das Tragen des Ordens in der Originalausführung, weil sie Hakenkreuze aufweist. Aber auch das Tragen ohne diese nationalsozialistischen Embleme ist nicht gestattet und wird als Ordnungswidrigkeit verfolgt (§ 6 Absatz 1 und 2 i. V. m. § 8 des Gesetzes über Titel, Orden und Ehrenzeichen).
In Österreich ist das öffentliche Tragen des Ordens ebenfalls untersagt und wird als Verwaltungsübertretung verfolgt (§ 1 Absatz 2 i. V. m. § 4 des Abzeichengesetzes).

## Aussehen, Beschaffenheit und Trageweise (nach 1944)
| Bezeichnung der Klasse | Beschreibung und Trageweise |
| ---------------------- | --- |
|                        | Die Bronzene und Silberne Verdienstmedaille (mit und ohne Schwerter) sind rund und haben einen Durchmesser von 38 mm. Sie zeigen auf ihrer Vorderseite die erhaben geprägte Abbildung des Ordenskreuzes und auf ihrer Rückseite die dreizeilige Inschrift: Deutsche / Verdienst / medaille. Sie wurden an dem gleichen Band (wie der 5. Stufe) an der linken Brustseite getragen. Jedoch ist das Ordensband der Bronzenen Medaille von einem schmalen weißen Längsstreifen durchzogen. |
|                        | Der Deutsche Adlerorden der 5. Klasse hat einen Durchmesser von 45 mm und ist ein achtspitziges, weißemailliertes, golden gefasstes Kreuz, in dessen Winkeln, je ein goldener Hoheitsadler mit gesenkten Flügeln auf einem das Hakenkreuz umschließenden Eichenlaubkranz steht. Die gegebenenfalls zusätzlich verliehenen Schwerter sind in der Kreuzmitte verschränkt. Die 5. Klasse ist ein klassischer Bandorden und wurde auf der linken Brustseite getragen. Das Ordensband orientierte sich dabei an den damaligen Farben Schwarz-Weiß-Rot und ist senkrecht rot gehalten und weiß-schwarz gesäumt. |
|                        | Der Deutsche Adlerorden der 4. Klasse hat einen Durchmesser von 50 mm und ist ein achtspitziges, weißemailliertes, golden gefasstes Kreuz, in dessen Winkeln, je ein goldener Hoheitsadler mit gesenkten Flügeln auf einem das Hakenkreuz umschließenden Eichenlaubkranz steht. Die gegebenenfalls zusätzlich verliehenen Schwerter sind in der Kreuzmitte verschränkt. Die 4. Klasse ein klassisches Steckkreuz und wurde auf der linken Brusttasche getragen. |
|                        | Der Deutsche Adlerorden der 3. Klasse hat einen Durchmesser von 50 mm und ist ein achtspitziges, weißemailliertes, golden gefasstes Kreuz, in dessen Winkeln, je ein goldener Hoheitsadler mit gesenkten Flügeln auf einem das Hakenkreuz umschließenden Eichenlaubkranz steht. Die gegebenenfalls zusätzlich verliehenen Schwerter sind in der Kreuzmitte verschränkt. Die 3. Klasse wurde, wie das Ritterkreuz des Eisernen Kreuzes als Halsbandorden getragen. |
|                        | Der Deutsche Adlerorden der 2. Klasse hat einen Durchmesser von 50 mm und ist ein achtspitziges, weißemailliertes, golden gefasstes Kreuz, in dessen Winkeln, je ein goldener Hoheitsadler mit gesenkten Flügeln auf einem das Hakenkreuz umschließenden Eichenlaubkranz steht. Die gegebenenfalls zusätzlich verliehenen Schwerter sind in der Kreuzmitte verschränkt. Getragen wurde die 2. Klasse, wie die 3. Klasse als Halsbandorden. Dazu gehört ein silberner, aus sechs gleich langen Strahlen gebildeter Bruststern von 75 mm Durchmesser, der mit dem Ordenszeichen (Kleinod) von 45 mm Durchmesser belegt ist und auf der linken Seite getragen wurde. War der zu Beleihende bereits mit der 3. Klasse ausgezeichnet, war ihm zusätzlich der Stern zu verleihen.          |
|                        | Der Deutsche Adlerorden der 1. Klasse hat einen Durchmesser von 50 mm und ist ein achtspitziges, weißemailliertes, golden gefasstes Kreuz, in dessen Winkeln, je ein goldener Hoheitsadler mit gesenkten Flügeln auf einem das Hakenkreuz umschließenden Eichenlaubkranz steht. Die gegebenenfalls zusätzlich verliehenen Schwerter sind in der Kreuzmitte verschränkt. Die 1. Klasse wurde an einem 90 mm breiten, von der rechten Schulter zur linken Hüfte führenden Band mit mittigen weißen Streifen getragen. Hierzu gehörte ein silberner Bruststern, der dem des Großkreuzes gleicht. Die Hoheitsadler sind jedoch bei diesem Ordenszeichen in Silber mit goldener Umrandung ausgeführt. Der Bruststern wurde auch nicht links, sondern auf der rechten Brustseite getragen. |
|                        | Das Großkreuz hat einen Durchmesser von 60 mm und ist ein achtspitziges, weißemailliertes, golden gefasstes Kreuz, in dessen Winkeln, je ein goldener Hoheitsadler mit gesenkten Flügeln auf einem das Hakenkreuz umschließenden Eichenlaubkranz steht. Die gegebenenfalls zusätzlich verliehenen Schwerter sind in der Kreuzmitte verschränkt. Das Großkreuz wurde an einem 100 mm breiten, von der rechten Schulter zur linken Hüfte führenden Band getragen. Hierzu gehörte ein silberner, aus acht gleich langen Strahlen gebildeter Bruststern von 80 mm Durchmesser, der mit Ordenszeichen von 45 mm Durchmesser belegt war. Der Bruststern wurde auf der linken Brustseite getragen.                                                                                          |
|                        | Das Goldene Großkreuz hat einen Durchmesser von 66 mm und ist ein achtspitziges, weißemailliertes, golden gefasstes Kreuz, in dessen Winkeln, je ein goldener Hoheitsadler mit gesenkten Flügeln auf einem das Hakenkreuz umschließenden Eichenlaubkranz steht. Die gegebenenfalls zusätzlich verliehenen Schwerter sind in der Kreuzmitte verschränkt. Getragen wurde das Goldene Großkreuz an einem 100 mm breiten, von der rechten Schulter zur linken Hüfte führenden Band. Hierzu gehörte ein goldener, aus acht gleich langen Strahlen gebildeter Bruststern von 91 mm Durchmesser, der mit dem Ordenszeichen (Kleinod) von 47 mm belegt war. Der Bruststern wurde auf der linken Brustseite getragen.                                                                         |

## Stufen
In der Satzung zum Deutschen Adlerorden fehlte eine entsprechende Regelung, welche Personen überhaupt mit welcher Stufe beliehen werden konnten. Man orientierte sich jedoch am bereits bestehenden internationalen Ordenstatut. Das Oberkommando der Wehrmacht gab am 7. März 1944 folgende Richtlinie bekannt:
- Großkreuz des Deutschen Adlerordens
  - Generalfeldmarschall,
  - Großadmiral,
  - Generaloberst,
  - Generaladmiral.

- 1. Klasse
  - Kommandierender General,
  - Admiral.

- 2. Klasse
  - Generalleutnant
  - Vizeadmiral,
  - Generalmajor,
  - Konteradmiral.

- 3. Klasse
  - Oberst,
  - Kapitän zur See,
  - Oberstleutnant,
  - Fregattenkapitän.

- 4. Klasse
  - Major,
  - Korvettenkapitän.

- 5. Klasse
  - Hauptmann,
  - Rittmeister,
  - Kapitänleutnant,
  - Oberleutnant,
  - Leutnant.

- Silberne Verdienstmedaille
  - Unteroffiziere (mit und ohne Portepee)

- Bronzene Verdienstmedaille
  - Mannschaften